# Touro
Touro es un municipio español perteneciente a la provincia de La Coruña, en la comunidad autónoma de Galicia.

## Situación geográfica
La situación geográfica del ayuntamiento de Touro es de 42° 52' 1.51'' Norte y 8º 18' 13.543'' Oeste, a 318 metros sobre el nivel del mar. Touro limita al Norte con el ayuntamiento de El Pino, al Este con Arzúa, al Oeste con Boqueijón y al Sur con el ayuntamiento de Villa de Cruces, ya en la provincia de Pontevedra y con río Ulla haciendo de frontera tanto natural como administrativa.
Vías de Comunicación

Al municipio se pode acceder a través de la principal vía de comunicación que es la carretera AC-240, que cruza el ayuntamiento de Nordeste a Sudoeste, es decir, de Arzúa a Puente Ulla. La carretera más importante y cercana al ayuntamiento es la C-547 que va desde Santiago de Compostela a Lugo.

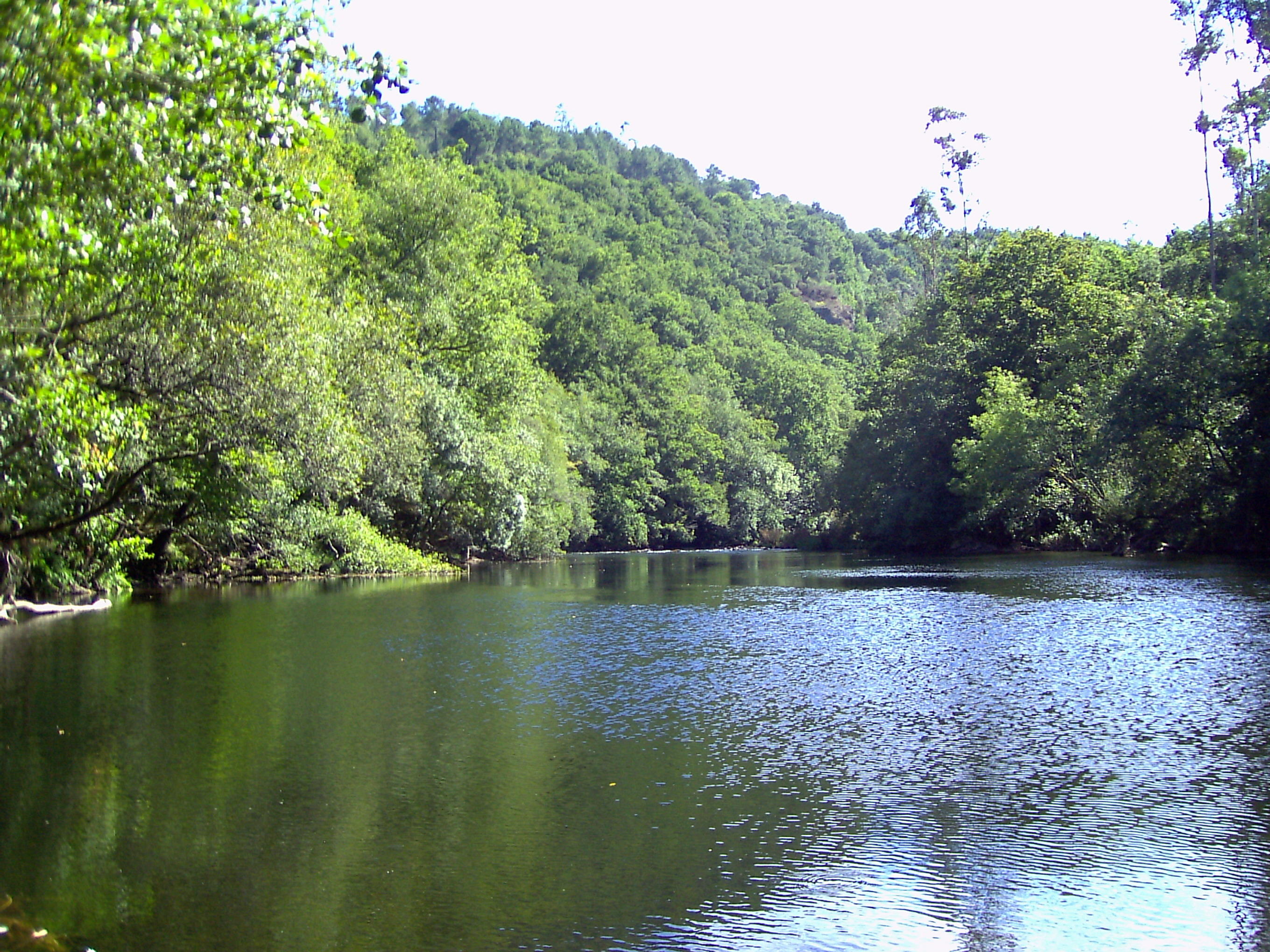
El río Ulla, a su paso por la parroquia de Calvos de Socamiño.

## Geografía humana

### Demografía
El municipio tiene una superficie de 115,34 km² y una población de 3.703 habitantes, según datos del INE para 2016 (1840 hombres y 1863 mujeres). Por lo tanto, su densidad de población es de 32,11 hab./km². 
Geografía Política
Administrativamente, el municipio de Touro forma parte de la Provincia de La Coruña, localizándose en el sur de la misma, perteneciendo a la comarca de Arzúa, junto con los ayuntamientos de El Pino, Arzúa y Boimorto. La cabecera municipal se sitúa en la parroquia de Touro, en el lugar de Fonte Díaz.

El Ayuntamiento se encuentra constituido por 19 parroquias y 139 núcleos de población.
| Gráfica de evolución demográfica de Touro entre 1842 y 2021                                                           |
| |
| Población de derecho según los censos de población del INE. Población de hecho según los censos de población del INE. |

## Historia
No son muchos los datos que se conocen de épocas pasadas por estas tierras, lo que impide determinar con exactitud su devenir histórico. Aun así, podemos remontarnos hasta el Neolítico, gracias a los restos conservados de época megalítica y seguir las huellas de los distintos poblamientos, como castrexos y romanos, que aún pueden observarse, tanto en el terreno como en la toponimia.
La historia del municipio está muy relacionada con la tradición Jacobea y su leyenda sobre el traslado de los restos del Apóstol a Santiago de Compostela. Donde se relata cómo el apóstol Santiago fue traslado a su tumba gracias a unos bueyes bravos que milagrosamente amansaron y que, una vez realizado el traslado, escaparon. Parece ser que uno de ellos fue visto por las tierras que actualmente constituyen el ayuntamiento, denominándose esa zona como Touro. En los relatos que existen, dónde se cuenta la historia del traslado de los restos, destaca el Códice Calixtino, fechado en el siglo XII, que en su libro tercero, refiriéndose al traslado de éstos de Jerusalén a Santiago, aparecen mencionadas las tierras que actualmente constituyen el ayuntamiento.
Los datos más recientes expresan que en el Antiguo Régimen, lo que ahora se conoce como ayuntamiento de Touro, tenía sus parroquias en cinco jurisdicciones: Giro de la Rocha, Bendaña, Cira, Budiño y Bendaña del Marqués, todas de la provincia de Santiago. Durante la etapa de los primeros ayuntamientos constitucionales, el de Toro tenía dos ayuntamientos constitucionales: Toro y San Miguel de Vilar, pertenecientes los dos al partido judicial de Sar, el primero con 10 parroquias y el segundo con 6. Ambos figuran en los repartos que entonces hace la Diputación Única de Galicia. Al acabar el proyecto de la nueva distribución de ayuntamientos, debido a la reforma de la distribución administrativa del país por la reina Isabel II según el Real Decreto de 23 de julio de 1835, Touro deja de pertenecer al partido del Sar, que desaparece, y pasa al nuevo de Arzúa.
La constitución de Touro como ayuntamiento se debe pues, a la nueva división administrativa aprobada por Isabel II, y en su honra el ayuntamiento mantiene su símbolo en su escudo. El ayuntamiento fue autorizado a usar el escudo heráldico municipal por el Consejo de Ministros de 12 de agosto de 1982, dónde se reproduce el que el ayuntamiento ya tenía en el siglo XIX. Aparecen así las letras "Y II" (Isabel II), que la corona arriba, timbrado que la corona real.

## Parroquias
Parroquias que forman parte del municipio:
- Andeade (Santiago).
- Bama (San Vicente).
- Bendaña (Santa María).
- Beseño (San Cristobo).
- Calvos de Socamino[3]
- Circes (Santa Mariña).
- Cornado (San Tirso).
- Enquerentes (San Miguel).
- Fao (Santa Uxía).
- Fojanes[3]
- Fuentes-Rosas[3]
- Lojo[3]
- Nuevefuentes[3]
- Prevediños (Santiago).
- Quión (San Félix).
- Riveira (San Pedro).
- Touro (San Xoán).
- Turces (Santa María).
- Vilar (San Miguel).

## Relieve
El relieve de Touro se caracteriza por una serie de valles orientados hacia el Ulla desde las suaves colinas que bordean los límites septentrionales. Estas alturas alcanzan sus cotas máximas en los montes de As Minas (452 metros), O Coto (392 metros) y Castro (344 metros). Al aproximarse al Ulla el desnivel se acrecienta hasta llegar al hondo encajonamiento del río.

## Clima
Para hacer un estudio completo de la climatología del ayuntamiento de Toro, se toman datos de la estación meteorológica situada en el aeropuerto de Lavacolla (Altitud(m):364 Latitude: 42 53 58 Longitud: 8 25 37), que es la más cercana al ayuntamiento y con características geográficas parecidas. Los datos pertenecen la un período largo, que va desde 1977 al 2004, para que el estudio sea más completo y fiable.
El clima del ayuntamiento está claro definido por la influencia oceánica, dónde las temperaturas destacan por su suavidad, con una temperatura media anual de 12,6 °C, una temperatura media mínima con un valor de 7,9 °C y una temperatura media máxima de 17,2 °C.
En cuanto al régimen pluviométrico, el ayuntamiento se caracteriza por abundantes precipitaciones (precipitación media anual= 1.886 milímetros.), repartidas sobre todo en los meses del otoño, invierno y principios de la primavera. El mes más lluvioso es diciembre con 281 milímetros de media, mientras que el más seco es julio con 39 milímetros de media.
Esta precipitación se reparte al largo del año en 141 días de media con precipitación apreciable superior o igual a 1 milímetros. También es debido mencionar los días de nieve, que no es más que precipitación sólida, y que en el ayuntamiento son escasos aunque dependen del año. En este caso, los días de nieve se reparten en 3 de media al largo del año.
Otros aspectos importantes desde el punto de vista climático son los que se refieren a los días de helada, tormenta y niebla. En cuanto a los días de helada, estos se reparten en un total de 15 días de media al año, teniendo más incidente en los meses de diciembre, enero y febrero. En lo que se refiere a los días de tormenta, tienen una media de 13 días al año repartidos con bastante homogeneidad a lo largo del incluso, aunque con un poco más de incidente en los meses de abril y mayo. Los días de niebla son bastante abundantes en el ayuntamiento, con una media de 85 días al año que se reparten homogéneamente durante todo el año debido las nieblas que se producen en los cursos fluviales que atraviesan el ayuntamiento.
También es importante y es debido tener en cuenta los días despejados que se dan en el ayuntamiento, así como las horas de sol de las que podemos disfrutar. En cuanto a los días despejados, en el ayuntamiento se disfruta de 54 días despejados al año, repartidos mayormente en los meses estivales de julio y agosto.
En el que se refiere a las horas de sol, en el ayuntamiento se disfruta de 1998 horas de sol anuales, con un mayor incidente en los meses estivales de junio, julio y agosto, dónde se superan las 200 horas de sol al mes.

## Economía
En una primera observación de las actividades realizadas en el ayuntamiento, se puede percibir el carácter agropecuario del mismo, aunque se incremente la busca de nuevas actividades para aumentar la diversificación del sistema productivo, partiendo, sobre todo, de la especialización del sector primario y, como se estudiará después, en el subsector ganadero.
Si se hace una evolución de los sistemas económicos se ve como a partir de los años setenta se produce en el ayuntamiento una orientación de la agricultura y la ganadería hacia producción láctea. Se inician así, cambios en la estructura y orientación de las explotaciones.
El sector primario evolucionó negativamente, ya que pasó de suponer el 72% en el año 1981, al 47% en el 1991 y en el año 2001 el 34%, lo que denota una brusca caída.
El sector secundario se incrementó notablemente hasta casi duplicarse entre 1981 y 1991, del 15% al 28%, dónde la construcción fue el subsector que más se incrementó, frente a la industria que no creció tanto e incluso disminuyó en ciertos casos. En el año 2001 el sector secundario suponía el 35% de la economía municipal.
Finalmente el sector terciario también muestra un incremento, del 13% en el año 1981,al 25% en el año 1991 y al 31% en el año 2001. El ayuntamiento presenta diversos centros locales y parte del empleo en los servicios públicos no es local, porque se materializa principalmente en la ciudad de Santiago de Compostela.
Con esta primera aproximación, se perfila un ayuntamiento que, con base agraria, evolucionó hacia otra, en la que los sectores secundario y terciario tienen mayor peso.

## Deportes
Touro posee una piscina municipal, pistas de tenis y fútbol, pabellón, gimnasio y campo de fútbol de hierba artificial; este último está situado en la parroquia de Loxo.
Touro tiene su propio equipo de fútbol, el S.D. Touro. El municipio también dispone de un club de lucha libre, el Clube de Loita Touro.